# Serengeti ne doit pas mourir
Pour plus de détails, voir Fiche technique et Distribution.
Serengeti ne doit pas mourir  (titre original : Serengeti darf nicht sterben) est un film documentaire allemand réalisé par Bernhard Grzimek et sorti en 1959.
C'est le premier film documentaire allemand ayant reçu un Oscar.

## Synopsis
Le documentaire est un plaidoyer pour l'importance de la préservation de l'écosystème du Parc national du Serengeti en Tanzanie, rendu célèbre dans le monde entier grâce à Bernhard Grzimek.

## Fiche technique
- Titre original : Serengeti darf nicht sterben
- Titre anglais : Serengeti Shall Not Die
- Réalisation : Bernhard Grzimek
- Lieu de tournage : Tanzanie
- Image : Alan Root[3]
- Musique : Wolfgang Zeller
- Durée : 85 minutes
- Type: Couleur (Eastmancolor)
- Date de sortie :
  - Allemagne de l'Ouest: 25 juin 1959
  - États-Unis : 12 octobre 1960

Les scènes aériennes sont tournées sur un avion Dornier.

## Nominations et récompenses
Le film a obtenu l'Oscar du meilleur film documentaire en 1960 lors de la 32e cérémonie des Oscars.